# Megistostegium perrieri
Megistostegium perrieri är en malvaväxtart som beskrevs av Bénédict Pierre Georges Hochreutiner. Megistostegium perrieri ingår i släktet Megistostegium och familjen malvaväxter. Inga underarter finns listade i Catalogue of Life.